# Anselm Knuuttila
Anselm Knuuttila (* 1. Februar 1903 in Iitti; † 29. Juni 1968) war ein finnischer Skilangläufer.

## Werdegang
Knuuttila gehörte in den 1920ern zu den  erfolgreichsten Skilangläufern seines Landes. Bei der Nordischen Skiweltmeisterschaft 1929 in Zakopane wurde er Weltmeister über 50 Kilometer und Vizeweltmeister über 18 Kilometer.

## Erfolge

### Weltmeisterschaften
- Zakopane 1929: Gold über 50 km, Silber über 18 km[1]